# Мейер, Стенли
Стенли Аллен Мейер (24 августа 1940 — 20 марта 1998) — американский изобретатель, в 1980-м году заявивший, что построил автомобиль, который ездит на воде вместо бензина, благодаря инновационной конструкции двигателя.  В 1996 году суд штата Огайо признал мошенничеством утверждения Мейера о его «водяном топливном элементе» и автомобиле, который он приводил в движение.

## Биография
Стэнли Аллен Мейер родился 24 августа 1940 года в Ист-Сайде Колумбуса, был одним из двух мальчиков-близнецов в семье. Позже переехал в Грандвью-Хайтс, где окончил среднюю школу. Очень хорошо знал физику.
Недолго учился в Университете штата Огайо после которой поступил на военную службу.
За свою жизнь Стэнли Мейер владел тысячами патентов, в том числе в области банковского дела, океанографии, кардиологического мониторинга и автомобилей.
Умер от аневризмы в 1998 году, однако сторонники теорий заговоров продолжают утверждать, что он был отравлен, но так считают не все сторонники Мейера.

## Водный топливный элемент

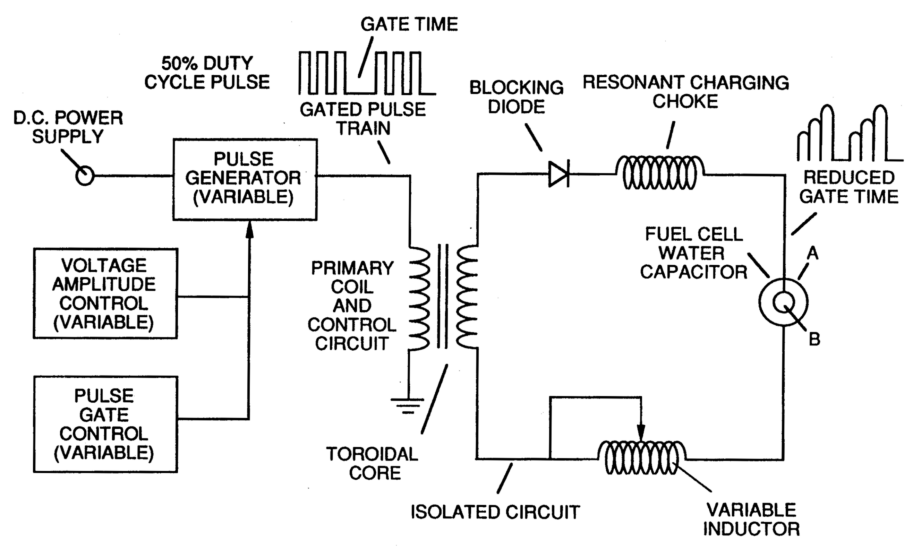
Схема топливного элемента

Водный топливный элемент представляет собой техническую конструкцию «вечного двигателя». Мейер утверждал, что автомобиль, оснащённый этим устройством, может использовать воду в качестве топлива вместо бензина. Предполагается, что водный топливный элемент расщепляет воду на составляющие её элементы — водород и кислород. Затем газообразный водород сжигали для получения энергии. 
По словам Мейера, для выполнения электролиза устройству требовалось меньше энергии, чем минимальная потребность в энергии, предсказанная или измеренная традиционной наукой. Предполагалось, что механизм действия включает «газ Брауна», смесь водорода с кислородом в соотношении 2:1, того же состава, что и жидкая вода; которая затем смешивается с окружающим воздухом (азот, кислород, углекислый газ, монооксид углерода, метан, хлорфторуглероды, свободные радикалы / электроны, радиация и другие). Полученный газообразный водород затем сжигали для выработки энергии. Вода не восстанавливалась,так как газ полностью сгорал.

## Освещение в СМИ
В новостном репортаже на телеканале штата Огайо Мейер продемонстрировал багги dune, который, как он утверждал, питался от его водяного топливного элемента. Он заявил, что для поездки из Лос-Анджелеса в Нью-Йорк требуется всего 22 галлона (83 литра) воды. Кроме того, Мейер утверждал, что заменил свечи зажигания «форсунками», которые вводили смесь водорода и кислорода в цилиндры двигателя. Вода была подвергнута электрическому резонансу, который разделил её на основной атомный состав. Водяной топливный элемент будет расщеплять воду на водород и газообразный кислород, которые затем будут сжигаться..
Фи.
Изобретение Стэнли Мейера позже было названо мошенническим после того, как два инвестора, которым он продал дилерские центры, предлагающие право заниматься бизнесом в области технологии водяных топливных элементов, подали на него в суд в 1996 году.
Его автомобиль должен был осмотреть свидетель-эксперт Майкл Лоутон, профессор электротехники Лондонского университета королевы Марии и член Королевской инженерной академии. Однако Мейер сделал то, что профессор Лоутон счёл «неубедительным оправданием» в дни экзамена, и не позволил продолжить тест. Его «водный топливный элемент» позже был исследован тремя свидетелями-экспертами [кто?] в суде, которые пришли к выводу, что «в элементе вообще не было ничего революционного и что он просто использовал обычный электролиз». Суд признал, что Мейер совершил «грубое и вопиющее мошенничество», и обязал его выплатить двум инвесторам их 25 000 долларов.

## Смерть
Стэнли Мейер скоропостижно скончался 20 марта 1998 года во время ужина в ресторане. Его брат утверждал, что во время встречи с двумя бельгийскими инвесторами в ресторане Мейер внезапно выбежал на улицу, сказав: «Они меня отравили». После расследования полиция Гров-Сити представила отчёт коронёра округа Франклин, в котором говорилось, что Мейер, у которого было высокое кровяное давление умер от аневризмы головного мозга.
Некоторые (не все) сторонники Мейера считают, что он был убит, чтобы подавить свои изобретения. Филипп Вандемортеле, один из бельгийских инвесторов, заявил, что он поддерживал Мейера финансово в течение нескольких лет и считал его личным другом, и что он понятия не имеет, откуда пошли слухи.